# 오늘도 써니데이
《오늘도 써니데이》는 TBC Dream FM에서 진행하는 대구·경북 전지역에 송출되는 음악 프로그램 진행자는 TBC 아나운서 김선희이며, 방송시간은 평일 오전 6시부터 7시까지다.

## 주파수
- 대구/경주/구미: 99.3MHz
- 포항/영덕/울진: 99.7MHz
- 대구권 (성서/지산/범물), 경북 북부(안동/영주/문경/예천/봉화): 106.5MHz

## 코너 소개
- 지역뉴스 따라잡기 : 알아두면 도움이 되는 지역의 다양한 정보와 이슈가 되는 뉴스를 소개한다.
- 하루를 여는 좋은 글 : 요즘 이슈가 되는 소설, 에세이, 시집 등에서 좋은 글귀를 골라 음악과 함께 낭송함
- 내안의 그대 아침을 열다 : 청취자 참여 코너. 사연과 함께 신청곡을 받아 소개해 주는 시간

| TBC Dream FM        |                     |                     |
| 이전                | 오늘도 써니데이     | 다음                |
| 드림FM 가요퍼레이드 | 오늘도 써니데이     | 김영철의 파워FM     |
| 오전 5시 ~ 오전 6시 | 오전 6시 ~ 오전 7시 | 오전 7시 ~ 오전 9시 |
|                     |                     |                     |